# 레고 무비
《레고 무비》(The Lego Movie)는 2014년 개봉한 레고로 만든 스톱모션 만화이며, 레고 팬들을 위한 영화이다. 이 영화로 레고사에서는 레고 무비 시리즈를 출시하기도 했으며 레고 애니메이션 중에서 최초로 극장에 개봉한 만화이기도 하다.

## 줄거리
똑같은 하루를 보내던 평범한 공사부 에밋이 어느 날 선택받아 여러 인물들과 함께 세상을 지키러 모험을 떠난다.

## 배역
- 에밋 - 크리스 프랫 / 김승준(한)
- 와일드스타일/루시 - 엘리자베스 뱅크스 / 소연(한)
- 비트루비우스 - 모건 프리먼 / 김병관(한)
- 배트맨 - 윌 아넷 / 이정구(한)
- 유니키티 - 앨리슨 브리 / 박지윤(한)
- 베니 - 찰리 데이 / 이장원(한)
- 로드 비즈니스 - 윌 페럴 / 설영범(한)
- 경찰 - 리엄 니슨 / 박조호 & 전광주(한)